# NGC 1141
NGC 1141 في الفهرس العام الجديد، هي اصطدام مجري، تقع في كوكبة قيطس. اكتشفت في 5 أكتوبر 1864 بواسطة ألبرت مارث.

## روابط خارجية
- NGC 1141 على موقع ويكي سكاي: DSS2, SDSS, GALEX, IRAS, Hydrogen α, X-Ray, Astrophoto, Sky Map, Articles and images